# Oxytorus kamikochianus
Oxytorus kamikochianus är en stekelart som först beskrevs av Setsuya Momoi 1965.  Oxytorus kamikochianus ingår i släktet Oxytorus och familjen brokparasitsteklar. Inga underarter finns listade i Catalogue of Life.